# Placówka Straży Granicznej I linii „Stoki”

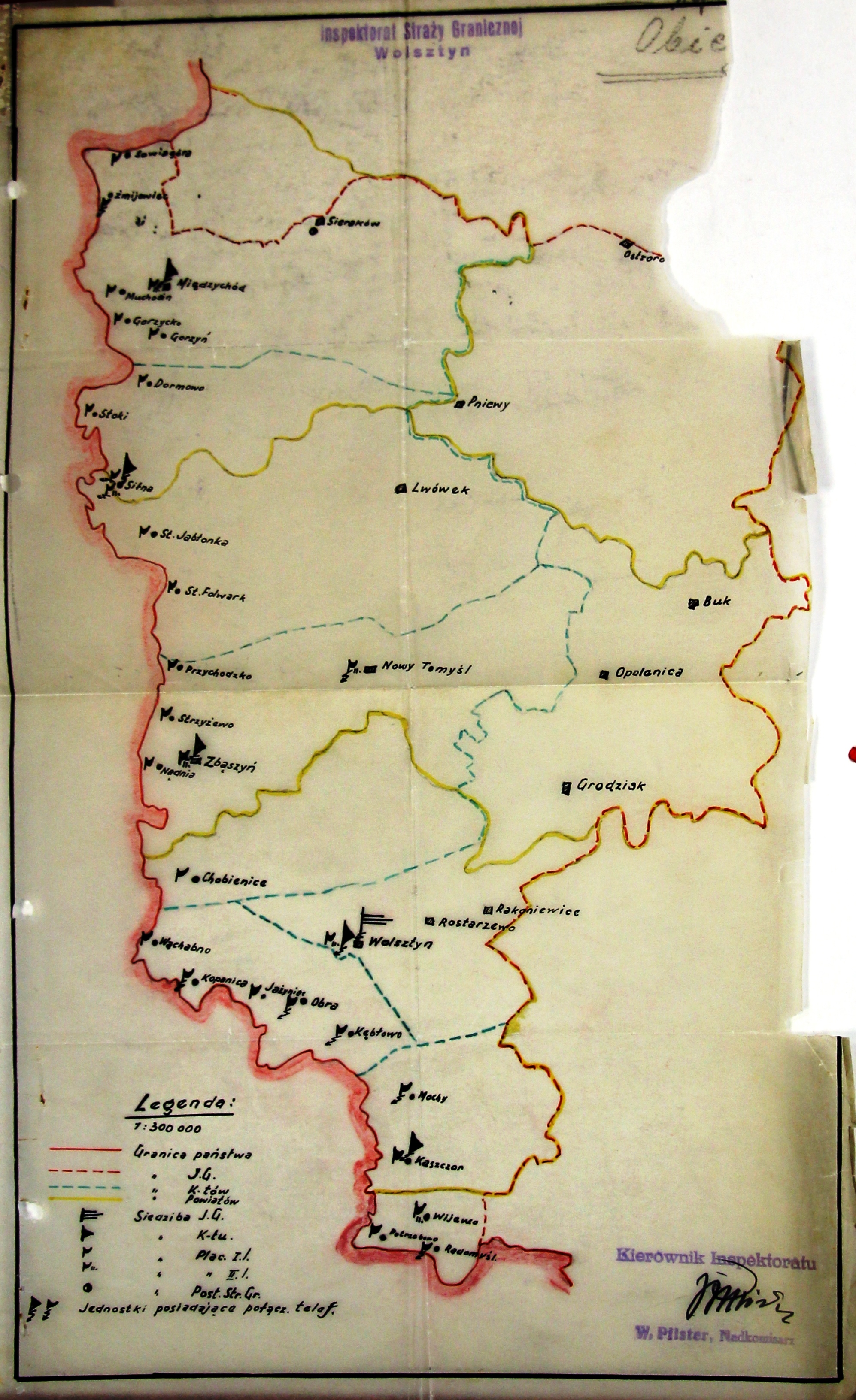
Szkic Inspektoratu Granicznego „Wolsztyn”

Placówka Straży Granicznej I linii „Stoki” – jednostka organizacyjna Straży Granicznej pełniąca służbę ochronną na granicy polsko-niemieckiej w okresie międzywojennym.

## Formowanie i zmiany organizacyjne
Rozporządzeniem Prezydenta Rzeczypospolitej Polskiej Ignacego Mościckiego z 22 marca 1928 roku, do ochrony północnej, zachodniej i południowej granicy państwa, a w szczególności do ich ochrony celnej, powoływano z dniem 2 kwietnia 1928 roku  Straż Graniczną.
Rozkazem nr 3 z 25 kwietnia 1928 roku w sprawie organizacji Wielkopolskiego Inspektoratu Okręgowego dowódca Straży Granicznej gen. bryg. Stefan Pasławski określił strukturę organizacyjną komisariatu SG „Świechocin”. Placówka Straży Granicznej I linii „Stoki” znalazła się w jego strukturze.
Już 15 września 1928 dowódca Straży Granicznej, rozkazem nr 7  w sprawie organizacji Wielkopolskiego Inspektoratu Okręgowego podpisanym w zastępstwie przez mjr. Wacława Szpilczyńskiego, przeniósł komisariat SG „Świechocin” do Międzychodu i zmienił jego organizację. Placówka SG I linii „Stoki” pozostała w jego składzie.
Rozkazem nr 11 z 9 stycznia 1930 roku  o reorganizacji Wielkopolskiego Inspektoratu Okręgowego komendant Straży Granicznej płk Jan Jur-Gorzechowski usamodzielnił podkomisariat „Silna” będący  w strukturze komisariatu „Międzychód”. Placówka SG I linii „Stoki” weszła w jego skład.

## Służba graniczna
Placówka w 1936 roku mieściła się w m. Stoki, numer domu 31. Ochraniała odcinek długości 7,5 km.
Sąsiednie placówki:
- placówka Straży Granicznej I linii „Mierzyn” ⇔ placówka Straży Granicznej I linii „Silna” − 1928
- placówka Straży Granicznej I linii „Gorzeń” ⇔ placówka Straży Granicznej I linii „Silna” − styczeń 1930[6]

## Kierownicy/dowódcy placówki
| stopień    | imię i nazwisko       | okres pełnienia służby | kolejne stanowisko |
| ---------- | --------------------- | ---------------------- | ------------------ |
| przodownik | Franciszek Tyrakowski | był w 1932 –           |                    |